# Nikobaren-Inselratte
Die Nikobaren-Inselratte oder Nikobaren-Ratte (Rattus burrus) ist eine Säugetierart aus der Gattung der Ratten innerhalb der Nagetiere (Rodentia). Sie lebt ausschließlich auf den Nikobaren, einer zu Indien gehörenden Inselgruppe im Golf von Bengalen.

## Merkmale
Die Nikobaren-Inselratte erreicht eine Kopf-Rumpf-Länge von 17,4 bis 21,5 Zentimetern mit einer Schwanzlänge von 18,3 bis 21,5 Zentimetern. Die Ohrlänge beträgt 24 Millimeter und die Hinterfußlänge 36 bis 43 Millimeter. Damit ist sie eine mittelgroße bis große Art innerhalb der Ratten. Sie hat ein langes und weiches Fell ohne Fellstacheln. Das Rückenfell ist gräulich rotbraun mit grauer Unterwolle, an den Körperseiten wird es heller und geht in das creme-weiße bis sandfarbene Fell der Bauchseite über. Die Füße sind oberseits braun. Die Ohren sind nackt und dunkelbraun, die Vibrissen im Gesicht vergleichsweise lang. Der durchgehend dunkelbraune Schwanz erreicht etwa die gleiche Länge wie die Kopf-Rumpf-Länge und ist damit innerhalb der Gattung relativ kurz. Die Weibchen haben fünf Zitzenpaare, zwei im Achselbereich und drei in der Lendengegend.
Der Schädel erreicht eine Länge von 41,3 bis 46,7 Millimetern und ist etwas kleiner als der der Hausratte (Rattus rattus). Morphologisch ähnelt die Art der Nikobaren-Palmenratte (Rattus palmarum), die auf Car Nicobar im Norden der Inselgruppe lebt. Diese ist etwas größer als die Nikobaren-Inselratte und besitzt einen etwas größeren Schädel sowie ein weniger weiches Fell.

## Verbreitung
Die Art lebt endemisch auf den Nikobaren, einer zu Indien gehörenden Inselgruppe im Golf von Bengalen. Dort ist sie auf Trinket, Groß Nikobar und Klein Nikobar nachgewiesen.

## Lebensweise
Über die Lebensweise der Nikobaren-Inselratte liegen nur sehr wenige Angaben vor. Sie lebt in tropischen immergrünen und semi-immergrünen Waldgebieten auf den Inseln in Höhenlagen bis maximal 100 Metern. Sie ist nachtaktiv und lebt wie die meiste Ratten am Boden. Über die Ernährung und die Fortpflanzung liegen keine Informationen vor.

## Systematik
Die Nikobaren-Inselratte wird als eigenständige Art innerhalb der Ratten (Gattung Rattus) betrachtet und wurde 1902 von Gerrit Smith Miller unter dem Namen Mus burrus wissenschaftlich beschrieben. Nach morphometrischen Analysen ist die Art am engsten mit der Simalur-Ratte (Rattus simalurensis), der Mentawai-Ratte (Rattus lugens) und der Indonesischen Glattfellratte (Rattus adustus) verwandt. In molekularbiologischen Analysen war die Nikobaren-Inselratte bislang nicht vertreten, wodurch die Position innerhalb der Gattung als unklar angesehen wird. Vereinzelt wird sie auch als Unterart oder Synonym der Nikobaren-Palmenratte (Rattus palmarum) betrachtet.
Innerhalb der Art werden keine Unterarten abgegrenzt.

## Gefährdung und Schutz
Die Art wird von der International Union for Conservation of Nature and Natural Resources (IUCN) als bedrohte Art („endangered“) eingestuft. Das potenzielle Verbreitungsgebiet ist mit nur 2841 km² sehr begrenzt, das tatsächlich genutzte Areal wird auf weniger als 500 km² geschätzt. Auch der Tsunami 2004, bei dem die meisten Inseln der Nikobaren überschwemmt und die Lebensräume zerstört wurden, hat zur verstärkten Gefährdung der Art beigetragen. Die Entwicklung nach der Flutwelle, der Auf- und Ausbau menschlicher Siedlungen sowie die Umwandlung von Wäldern in Palmenplantagen sind ebenfalls eine ernsthafte Bedrohung für die Arten.

## Belege
1. 1 2 3 4 5 6 7 8  C. Denys, P.J. Taylor, K.P. Aplin et al.: Nicobar Archipelago Rat Rattus burrus. In: Don E. Wilson, T.E. Lacher, Jr., Russell A. Mittermeier (Hrsg.): Handbook of the Mammals of the World: Rodents 2. (HMW, Band 7) Lynx Edicions, Barcelona 2017, ISBN 978-84-16728-04-6, S. 831.
2. 1 2 3 4 5 6  Rattus burrus. In: Don E. Wilson, DeeAnn M. Reeder (Hrsg.): Mammal Species of the World. A taxonomic and geographic Reference. 2 Bände. 3. Auflage. Johns Hopkins University Press, Baltimore MD 2005, ISBN 0-8018-8221-4.
3. 1 2  Rattus burrus in der Roten Liste gefährdeter Arten der IUCN 2019. Eingestellt von: S. Molur, 2008. Abgerufen am 5. November 2019.